# Президентські вибори в Росії

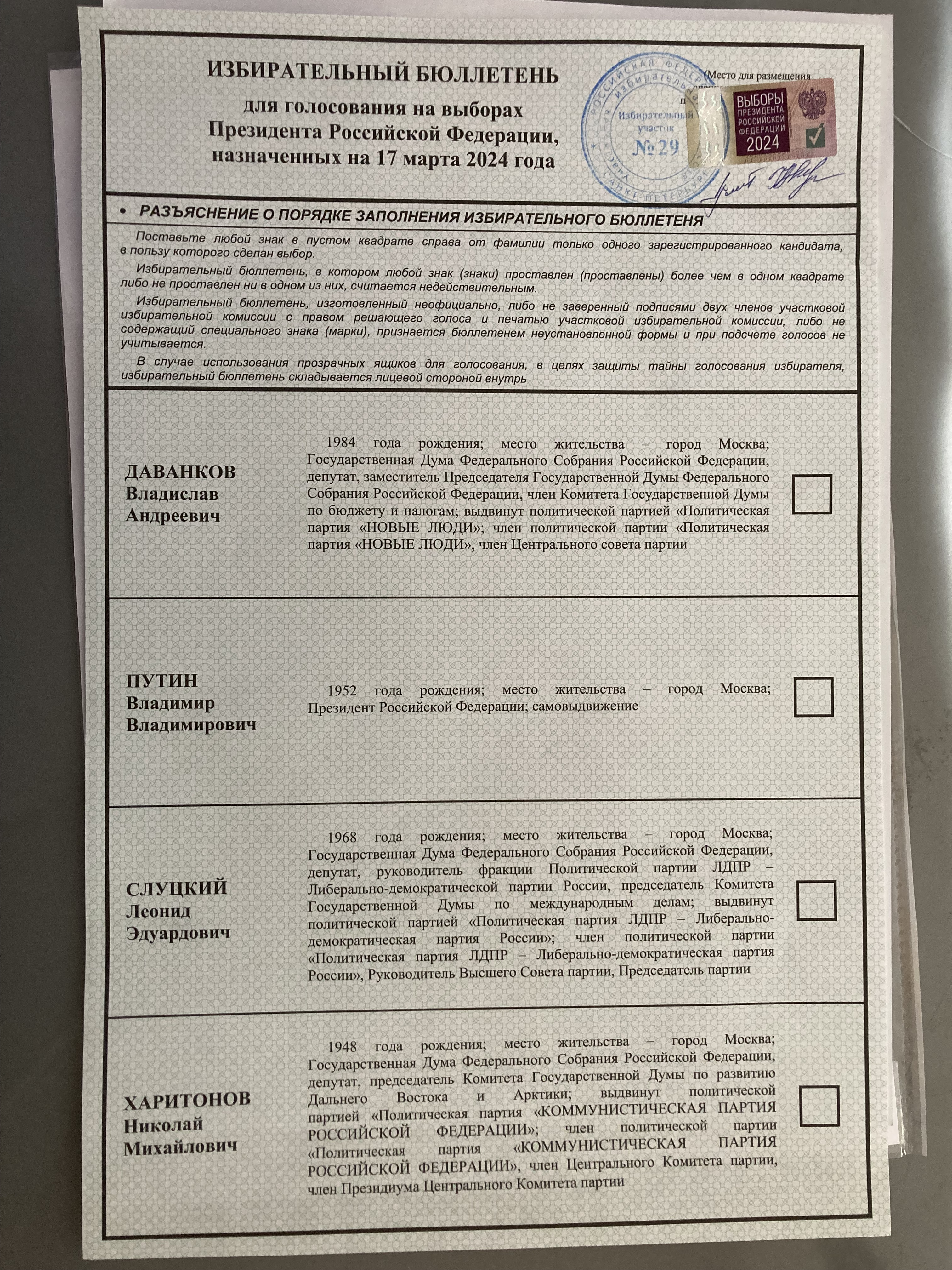
Бюлетень виборів 2024 року зі списком кандидатів у президенти

Вибори президента Росії визначають, хто обійматиме посаду президента Росії наступні шість (раніше чотири з 1996 по 2012 рік і п'ять з 1991 по 1996 роки) років.
З моменту створення посади президента Росії в 1991 році президентські вибори проходили вісім разів: у 1991, 1996, 2000, 2004, 2008, 2012, 2018 і 2024 роках. Наступні президентські вибори заплановані на березень 2030 року.

## Виборче законодавство
Вибори Президента Російської Федерації регулюються Конституцією Російської Федерації, Федеральним законом «Про основні гарантії виборчих прав і права на участь у референдумах громадян Російської Федерації» і Федеральним законом «Про вибори Президента Російської Федерації». 
Закони про вибори президента Росії приймалися чотири рази. З 1991 по 2003 рік перед кожними виборами приймався новий закон: у 1991 році, у 1995 році, у 1999 році та у 2003 році. В даний час діє Федеральний закон «Про вибори Президента Російської Федерації» № 19-ФЗ від 10 січня 2003 року в редакції від 5 грудня 2017 року.

## Кандидати

### Прийнятність
Конституція Російської Федерації встановлює наступні вимоги до кандидатів у президенти:
- бути не менше 35 років;
- бути резидентом Росії не менше 20 років;
- не мати іноземного громадянства або постійного місця проживання в іноземній країні ні на момент виборів, ні в будь-який час до цього.

Крім того, Федеральний закон «Про вибори Президента Російської Федерації» встановлює додаткові вимоги, згідно з якими кандидатами не можуть бути особи:
- визнані судом недієздатними або такі, що утримуються за вироком суду в місцях позбавлення волі;
- засуджені до позбавлення волі за вчинення тяжких і (або) особливо тяжких злочинів і мають на день голосування незняту та непогашену судимість за вказаний злочин;
- засуджені до позбавлення волі за вчинення тяжкого злочину, судимість за який знята або погашена, - до спливу 10 років з дня зняття або погашення судимості;
- засуджені до позбавлення волі за вчинення особливо тяжкого злочину, судимість за які знята або погашена, - до закінчення 15 років з дня зняття або погашення судимості;
- засуджені за вчинення злочинів екстремістського характеру, передбачені Кримінальним кодексом Росії і мають на день голосування незняту і непогашену судимість за вказаний злочин;
- ті, що піддавалися адміністративному стягненню за вчинення адміністративних правопорушень, передбачених статтями 20.3 (пропаганда або публічна демонстрація нацистської атрибутики чи символіки, атрибутики чи символіки екстремістських організацій, або іншої атрибутики чи символіки, пропаганда чи публічна демонстрація якої заборонені федеральним законом) і 20.29 (виготовлення і розповсюдження екстремістських матеріалів) Кодексу Російської Федерації про адміністративні правопорушення, якщо голосування на виборах Президента відбувається до закінчення строку, протягом якого особа вважається підданою адміністративному стягненню;
- щодо яких набрав законної сили вирок суду про позбавлення його права обіймати державні посади протягом певного строку;
- перебування на посаді Президента Російської Федерації другий термін поспіль на день офіційного опублікування рішення про призначення виборів Президента Російської Федерації.

### Гендерне питання
З усіх кандидатів у президенти Росії лише троє були жінками. Це Елла Памфілова в 2000 році, Ірина Хакамада в 2004 році і Ксенія Собчак в 2018 році. Крім того, були й інші жінки, які балотувалися в президенти, але з тих чи інших причин не були зареєстровані.
| № | рік      | Фото | Ім'я           | Партія                   | Голосів          |
| - | -------- | ---- | -------------- | ------------------------ | ---------------- |
| 1 | 2004 рік |      | Ірина Хакамада | Незалежна кандидатка     | 2 672 189 (3,9%) |
| 2 | 2018 рік |      | Ксенія Собчак  | Громадянська ініціатива  | 1 226 145 (1,7%) |
| 3 | 2000 рік |      | Елла Памфілова | За громадянську гідність | 758 966 (1,0%)   |

### Вічні кандидати

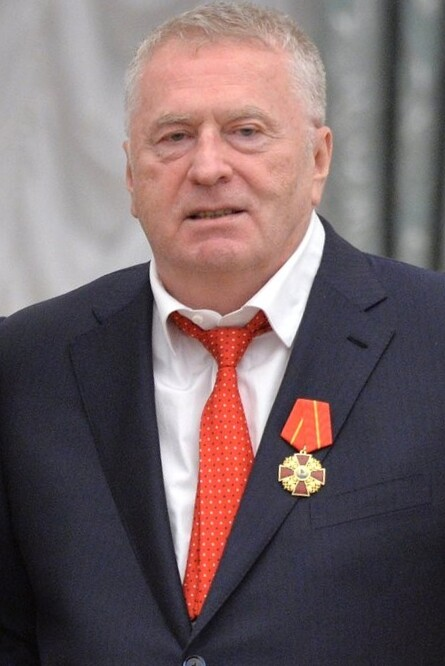
Володимир Жириновський брав участь у виборах шість разів.

З усіх кандидатів вісім брали участь у виборах більше одного разу (з них кожного разу перемагали лише двоє — Борис Єльцин і Володимир Путін). Рекордсменом участі у виборах є Володимир Жириновський, який брав участь у виборах шість разів, починаючи з перших виборів у 1991 році і закінчуючи 2018 роком (крім виборів 2004 року). Володимир Путін брав участь у п'яти виборах. Геннадій Зюганов чотири рази балотувався. Аман Тулєєв і Григорій Явлінський були кандидатами тричі, при цьому в 1996 році Тулєєв зняв свою кандидатуру за кілька днів до виборів, а Явлінський також намагався балотуватися в 2012 році, але отримав відмову. Двічі кандидатами були Борис Єльцин, Микола Харитонов і Сергій Миронов.
| Результати виборів багаторічних кандидатів | Результати виборів багаторічних кандидатів | Результати виборів багаторічних кандидатів | Результати виборів багаторічних кандидатів | Результати виборів багаторічних кандидатів | Результати виборів багаторічних кандидатів | Результати виборів багаторічних кандидатів | Результати виборів багаторічних кандидатів | Результати виборів багаторічних кандидатів | Результати виборів багаторічних кандидатів |
| Кандидат                                   | 1991 рік                                   | 1996 (1)                                   | 1996 (2)                                   | 2000 рік                                   | 2004 рік                                   | 2008 рік                                   | 2012 рік                                   | 2018 рік                                   | 2024 рік                                   |
| ------------------------------------------ | ------------------------------------------ | ------------------------------------------ | ------------------------------------------ | ------------------------------------------ | ------------------------------------------ | ------------------------------------------ | ------------------------------------------ | ------------------------------------------ | ------------------------------------------ |
| Єльцин                                     | 57,3%                                      | 35,3%                                      | 53,8%                                      |                                            |                                            |                                            |                                            |                                            |                                            |
| Тулєєв                                     | 6,8%                                       | <0,1%                                      |                                            | 3,0%                                       |                                            |                                            |                                            |                                            |                                            |
| Жириновський                               | 7,8%                                       | 5,7%                                       |                                            | 2,7%                                       |                                            | 9,4%                                       | 6,2%                                       | 5,7%                                       |                                            |
| Зюганова                                   |                                            | 32,0%                                      | 40,3%                                      | 29,2%                                      |                                            | 17,7%                                      | 17,2%                                      |                                            |                                            |
| Явлінського                                |                                            | 7,3%                                       |                                            | 5,8%                                       |                                            |                                            |                                            | 1,0%                                       |                                            |
| Путін                                      |                                            |                                            |                                            | 53,0%                                      | 71,3%                                      |                                            | 63,6%                                      | 76,7%                                      | 87,28%                                     |
| Миронов                                    |                                            |                                            |                                            |                                            | 0,8%                                       |                                            | 3,9%                                       |                                            |                                            |
| Харитонов                                  |                                            |                                            |                                            |                                            | 13%                                        |                                            |                                            |                                            | 4,31%                                      |

## Процедура

### Висування кандидатів
Кандидати можуть бути висунуті політичною партією або балотуватися як незалежні. Для офіційного висування кандидатів необхідно провести з’їзд партії (для партійних кандидатів) або збори ініціативної групи (для незалежних кандидатів). У будь-якому випадку, незалежно від способу висунення, кандидат повинен подати до ЦВК згоду на висунення від конкретної політичної партії чи конкретної ініціативної групи.

#### Політична партія

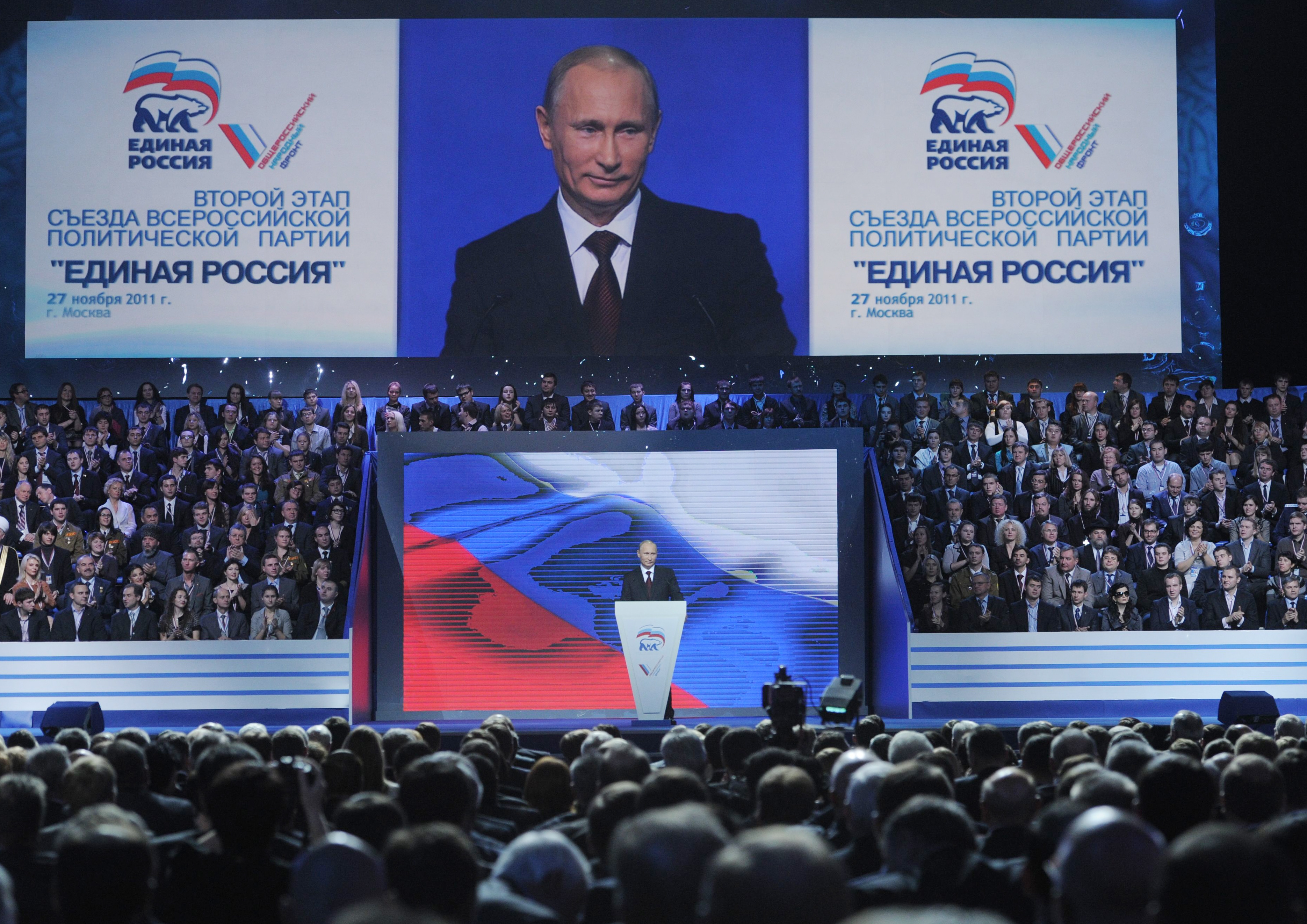
Висунутий від партії Єдина Росія Володимир Путін на з'їзді партії, 2012 р.

Для висунення від політичної партії необхідно провести партійний з’їзд. Для висунення кандидата необхідний не менше одного делегата від не менше половини суб'єктів федерації (тобто не менше 46 делегатів).
Політична партія може висунути лише одного кандидата. Крім того, один і той самий кандидат може бути висунутий лише від однієї політичної партії. При цьому політичні партії можуть не висувати кандидатів на з'їзді, але можуть прийняти рішення про підтримку кандидата, висунутого іншою партією, або незалежного кандидата. Однак у цьому випадку така партія де-юре не братиме участі у виборчій кампанії, не буде зазначатися у бюлетенях, інформаційних стендах та інших офіційних документах.
Кандидати, висунуті політичними партіями, що мають фракції в Державній Думі (нижня палата російського парламенту) або в законодавчих органах не менше однієї третини суб'єктів федерації, звільняються від збору підписів і автоматично включаються до бюлетенів.
Усі кандидати від інших політичних партій повинні зібрати 100 тисяч підписів.

#### Незалежні кандидати
Для висунення незалежного кандидата необхідно провести збори ініціативної групи виборців. Ініціативна група повинна складатися з не менше 500 громадян Росії, які мають право голосу. При цьому, на відміну від з'їздів політичних партій, ініціативні групи не вимагають представництва суб'єктів федерації (всі члени групи можуть бути резидентами одного суб'єкта федерації).
Для участі у виборах незалежному кандидату необхідно зібрати 300 тисяч підписів.

### Народне голосування

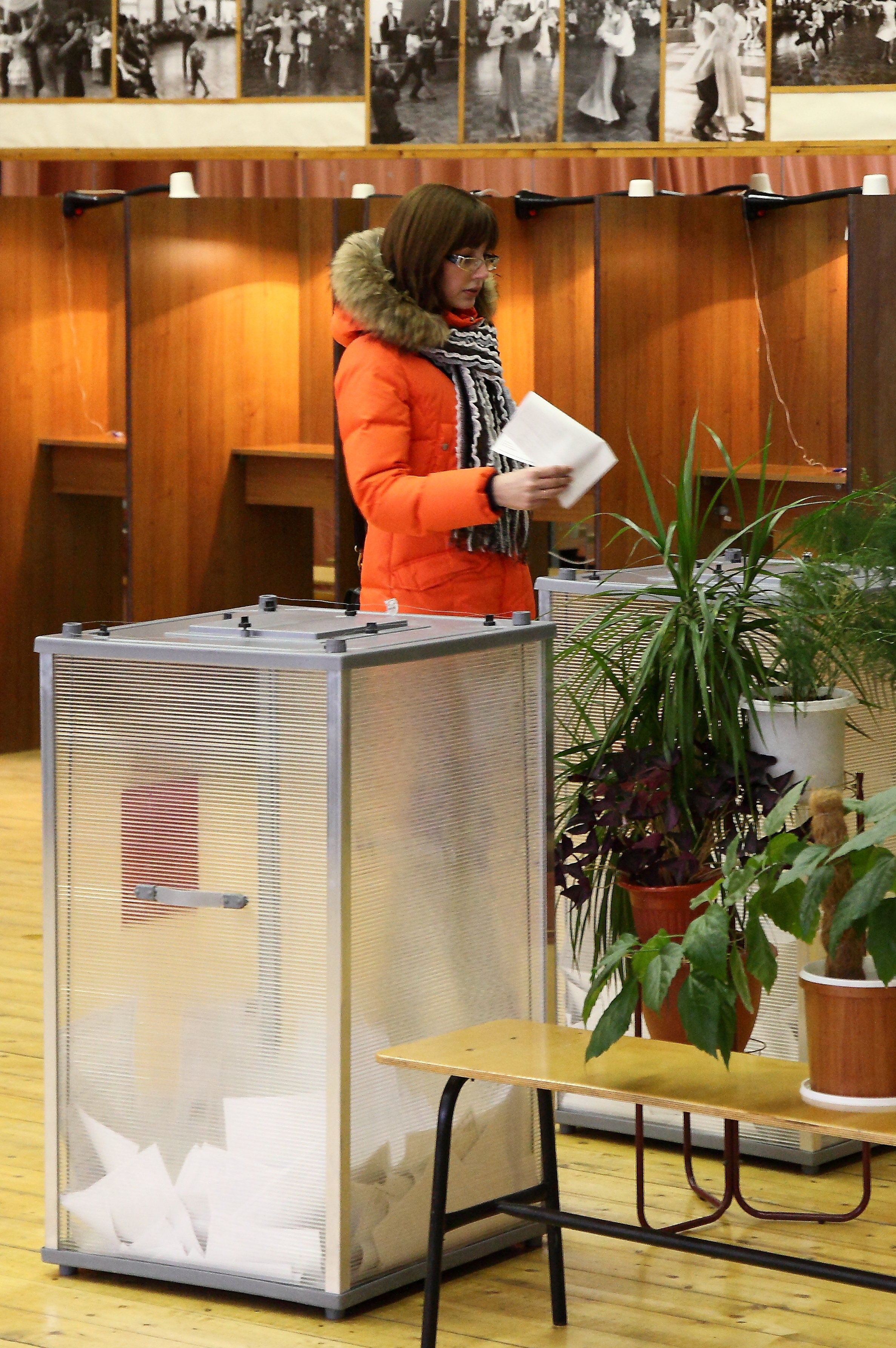
Голосування на виборах 2012 року.

Вибори проводяться у другу неділю місяця, коли проводилися попередні вибори. Якщо цей день збігається з днем, що передує святковому дню, або ця неділя припадає на тиждень, що включає вихідний, або неділю в установленому порядку оголошено робочим днем, вибори призначаються на наступну неділю.
Президент обирається прямим всенародним голосуванням у двотуровому мажоритарному змаганні: якщо жоден кандидат не отримує більше 50% голосів у першому турі, два кандидати, які набрали найбільшу кількість голосів, виходять у другий тур. Другий (повторний) тур проводиться рівно через три тижні після першого. Другий тур призначається за письмовою згодою кандидата на участь у другому турі. Якщо до другого туру один із зареєстрованих кандидатів, щодо якого проводиться голосування, зняв свою кандидатуру або залишив її з інших причин, його місце за рішенням Центральної виборчої комісії переходить до наступного за зареєстрованим кандидатом за кількістю набраних голосів. Новий кандидат ставиться на голосування за наявності письмової заяви про згоду на участь у другому турі виборів. Така заява повинна бути подана їм не пізніше другого дня після вибуття кандидата, який спочатку брав участь у другому турі. У цьому випадку голосування проводиться в першу неділю після закінчення 14 днів з дня подання заяви. Після закінчення другого туру обраним вважається кандидат, який набрав просту більшість голосів. Другий тур може бути проведений і за одним кандидатом, якщо після виходу з нього залишиться лише один кандидат. У цьому випадку виборці повинні проголосувати «за» або «проти» кандидата. При цьому обраним вважається кандидат, який набрав не менше 50 відсотків голосів виборців. В іншому випадку виборча кампанія починається знову і проводяться нові вибори.

### Календар виборів
Нижче наведені типові періоди президентських виборів, дати яких відповідають виборам 2018 року:
- З вересня 2016 року (вибори до Думи) – публічне оголошення наміру брати участь у виборах.
- Грудень 2017 року – Рада Федерації призначає вибори. Це має відбутися за 90–100 днів до дня виборів. Якщо Рада Федерації не призначає вибори, їх призначає Центральна виборча комісія.
- Грудень 2017 року – січень 2018 року – з’їзди щодо висування кандидатів (у тому числі з’їзди ініціативних груп з висування незалежних кандидатів). Кандидати подають заяву про свою кандидатуру до Центральної виборчої комісії.
- Січень – лютий 2018 року – збір підписів за кандидатів від позапарламентських партій та незалежних кандидатів.
- Грудень 2017 – лютий 2018 – реєстрація кандидатів.
- Лютий та березень 2018 р. – агітація в ЗМІ (в т.ч. дебати).
- 17.03.2018 – день тиші (заборона будь-якої агітації).
- 18 березня 2018 року – день виборів.
- 07.04.2018 – день тиші (під час другого туру).
- 08.04.2018 – ІІ тур (за потреби).
- 7 травня 2018 року – день інавгурації .

## Відеоспостереження за виборами
У грудні 2011 року прем'єр-міністр Росії Володимир Путін запропонував Центрвиборчкому і Міністерству зв'язку і зв'язку забезпечити спостереження за голосуванням і підрахунком голосів на президентських виборах. Відповідно до технічного завдання ЦВК, системою відеоспостереження охоплено 91,4 тис. виборчих дільниць. На кожній ділянці встановили по дві камери. Одна показувала загальну картину дільниці, друга — урни. Всього встановлено 182,8 тис. камер. Громадський доступ до спостереження за виборами здійснювався на спеціальному веб-сайті. Для перегляду відео голосування та підрахунку голосів користувачі мають обрати виборчі дільниці, з яких вони бажають отримувати трансляції в день голосування.
На виборах 2018 року використовувалися системи відеоспостереження, камери було встановлено на 80% виборчих дільниць. Крім того, в територіальних виборчих комісіях, які здійснюють підрахунок голосів на рівні міст і районів, вперше встановили камери.

## Список виборів президента Росії
- Вибори президента Росії 1991 року
- Вибори президента Росії 1996 року
- Вибори президента Росії 2000 року
- Вибори президента Росії 2004 року
- Вибори президента Росії 2008 року
- Вибори президента Росії 2012 року
- Вибори президента Росії 2018 року
- Вибори президента Росії 2024 року